# Pista sombreriana
Pista sombreriana är en ringmaskart som beskrevs av McIntosh 1885. Pista sombreriana ingår i släktet Pista och familjen Terebellidae. Inga underarter finns listade i Catalogue of Life.